# داريل هاميلتون
داريل هاميلتون (بالإنجليزية: Darryl Hamilton) هو لاعب كرة قاعدة أمريكي، ولد في 3 ديسمبر 1964 في باتون روج في الولايات المتحدة، وتوفي في 21 يونيو 2015 في بيرلاند في الولايات المتحدة.

## وصلات خارجية
- داريل هاميلتون على موقع دوري كرة القاعدة الرئيسي (الإنجليزية)
- داريل هاميلتون على موقعبيزبول رفرنس.كوم (الدوري الرئيسي) (الإنجليزية)
- داريل هاميلتون على موقعبيزبول رفرنس.كوم (الدوري الثانوي) (الإنجليزية)
- داريل هاميلتون على موقع إي إس بي إن.كوم (أم.أل.بي) (الإنجليزية)
- داريل هاميلتون على موقع قاعة لويزيانا للمشاهير الرياضية (الإنجليزية)